# Nekrolog 1906
Nekrolog
◄◄
| ◄
| 1902
| 1903
| 1904
| 1905
| 1906 | 1907 | 1908 | 1909 | 1910 | ► | ►►
1. Quartal |
2. Quartal |
3. Quartal |
4. Quartal 
Weitere Ereignisse | Allgemeiner Nekrolog 1906
Die Beschreibung der verstorbenen Person sollte so kurz wie möglich gehalten sein und nur deren signifikante Tätigkeit(en) enthalten.
Neue Namen ggf. auch unter dem Geburts- und Sterbedatum, also etwa unter 1. Januar und im Geburts- und Sterbejahr (2024) eintragen (nur bei entsprechender großer Wichtigkeit). Für Beispiele siehe die schon vorhandenen Artikel.
Außerdem über die fünf zuletzt Verstorbenen, zu denen es einen ausreichend guten Artikel für eine Präsentation auf der Hauptseite gibt, nach der todesbedingten Überarbeitung der Artikel ggf. auch unter Wikipedia Diskussion:Hauptseite informieren und sie am besten auch in den anderen Wikipedia-Sprachversionen eintragen. Tipp: Regelmäßig bei news.google.de nach „ist tot“, „gestorben“ oder „verstorben“ suchen.
Wenn eine Person gestorben ist, gibt es viele Seiten zu dieser Person in der Wikipedia, die davon auch betroffen sind und entsprechend aktualisiert werden müssen. Beispiele: Namenübersichtsseite, Geburtsjahr, Geburtsort-Seiten und viele mehr.
Wie finde ich die betroffenen Seiten?
Im Suchfeld auf der linken Seite gibt man den Suchbegriff so ein: „Vorname Nachname“. Dann klickt man auf Volltext und alle Seiten mit entsprechendem Suchtext werden aufgerufen. Hier sieht man dann schnell, wo auch das Todesjahr Sinn macht oder sogar ein Teil des Artikels angepasst werden muss. Auch hilft das „Werkzeug“ auf der linken Seite sehr gut, um solche Seiten aufzufinden: „Links auf diese Seite“. Somit ist die Wikipedia wieder aktuell in allen Bereichen! Hinweis: bei Eintragung der Kategorie „Gestorben JAHR“ wird der Missbrauchsfilter 49 ausgelöst, was jedoch nicht schlimm ist. Siehe: Spezial:Missbrauchsfilter/49
Dies ist eine Liste von im Jahr 1906 verstorbenen bekannten Persönlichkeiten. Die Einträge erfolgen innerhalb der einzelnen Daten alphabetisch sortiert. Tiere sind im Nekrolog für Tiere zu finden.
Die Liste ist nach Quartalen aufgeteilt:
- Nekrolog 1. Quartal 1906: Januar, Februar und März
- Nekrolog 2. Quartal 1906: April, Mai und Juni
- Nekrolog 3. Quartal 1906: Juli, August und September
- Nekrolog 4. Quartal 1906: Oktober, November und Dezember

## Datum unbekannt
| Tag | Name                          | Beruf, bekannt als                                                                                     | Alter | Beleg |
| --- | ----------------------------- | --- | ----- | ----- |
|     | Wilhelm Aarland               | deutscher Zeichner, Illustrator, Holzstecher und Inhaber xylografischer Ateliers in Leipzig und Kassel |       |       |
|     | Georg Alsbach                 | deutsch-niederländischer Musikverleger                                                                 | ≈76   |       |
|     | Marie Andeßner                | österreichische Weltreisende                                                                           |       |       |
|     | Asato Ankō                    | japanischer Karateka                                                                                   |       |       |
|     | Raimund Behrend               | deutscher Gutsbesitzer und Politiker, MdR                                                              |       |       |
|     | Jovan Belimarković            | serbischer General und Staatsmann                                                                      |       |       |
|     | Giovanni Beltrame             | italienischer Sprachforscher und Afrikareisender                                                       |       |       |
|     | Alphonse Berger               | Scharfrichter in Korsika                                                                               |       |       |
|     | Ferdinand Büchner             | Flötist und Komponist                                                                                  |       |       |
|     | Alexander Carathéodory Pascha | osmanischer Diplomat                                                                                   |       |       |
|     | Martin von Cassian            | österreichischer Unternehmer                                                                           |       |       |
|     | Gustav Gabriel Cohen          | Hamburger Bankier und Zionist                                                                          |       |       |
|     | Fanny Cornforth               | Modell und Muse der Präraffaeliten                                                                     |       |       |
|     | Clara Cressingham             | US-amerikanische Schriftstellerin und Politikerin                                                      | 42    |       |
|     | Manuel Domínguez Sánchez      | spanischer Maler                                                                                       |       |       |
|     | Alois Eckardt                 | deutscher Maler                                                                                        | ≈61   |       |
|     | Otto Gleiß                    | deutscher Pastor und Übersetzer                                                                        |       |       |
|     | Jakob Graff                   | deutscher Architekt und bayerischer Baubeamter                                                         |       |       |
|     | Julius Grimm                  | österreichischer Fotograf und Astronom                                                                 |       |       |
|     | Edwin Harris                  | englischer Maler des Spätimpressionismus                                                               |       |       |
|     | Anton von Holowinski          | polnischer Mediziner                                                                                   |       |       |
|     | Dietrich Horn                 | deutscher Pädagoge                                                                                     |       |       |
|     | Georges Jacobi                | deutscher Komponist und Dirigent                                                                       |       |       |
|     | Charles Jeantaud              | französischer Automobilpionier                                                                         |       |       |
|     | Antonín Jaroslav Klose        | tschechischer Schriftsteller                                                                           |       |       |
|     | Ferdinand Kohl                | badischer Bildhauer                                                                                    |       |       |
|     | Benedikt König                | deutscher Bildhauer, Gießer und Modelleur                                                              |       |       |
|     | Karl Korn                     | deutscher Architekt und Bauunternehmer                                                                 | ≈54   |       |
|     | Caspar Krebs                  | deutscher Politiker                                                                                    |       |       |
|     | Theophil Krolik               | deutscher Gewerkschafter und Politiker (Zentrum), MdR                                                  |       |       |
|     | Li Boyuan                     | chinesischer Schriftsteller und Publizist                                                              |       |       |
|     | Axel Lindahl                  | schwedischer Fotograf                                                                                  |       |       |
|     | Luis Martín García            | Generaloberer der Societas Jesu (Jesuiten)                                                             |       |       |
|     | Marija Aleksandrowna Meyn     | russische Pianistin                                                                                    |       |       |
|     | Miyoshi Shōichi               | japanischer Elektrotechniker                                                                           |       |       |
|     | Arthur von Mohrenheim         | russischer Diplomat                                                                                    |       |       |
|     | Nassib Bundo                  | aus dem Volk der Yao stammender Sklave in Somalia                                                      |       |       |
|     | Nikolaus von der Nonne        | deutsch-aserbaidschanischer Architekt, Oberbürgermeister von Baku (1898–1902)                          |       |       |
|     | Osman Nuri                    | türkischer Maler, General                                                                              |       |       |
|     | William D. Owen               | US-amerikanischer Politiker                                                                            |       |       |
|     | Mariano Padilla y Ramos       | spanischer Opernsänger (Bariton)                                                                       |       |       |
|     | William Stewart Ross          | schottischer Rationalist und Herausgeber einer freidenkerischen Zeitschrift                            |       |       |
|     | Ferdinand Schuy               | Theaterschauspieler                                                                                    |       |       |
|     | Lavoslav Schwarz              | kroatisch-jüdischer Kaufmann                                                                           |       |       |
|     | Otto Schwend                  | deutscher Verwaltungsbeamter                                                                           |       |       |
|     | Frederick Stibbert            | italienischer Unternehmer, Sammler und Mäzen                                                           |       |       |
|     | Gustave Vapereau              | französischer Lexikograf und Publizist                                                                 |       |       |
|     | Mauricio Wollheim             | mexikanischer Botschafter                                                                              |       |       |
|     | Ibrahim al-Yazigi             | libanesischer Philologe, Dichter und Journalist                                                        |       |       |
|     | Paul von Zitzewitz            | deutscher Rittergutsbesitzer und Parlamentarier                                                        |       |       |